# Saint-Vincent-des-Landes
Saint-Vincent-des-Landes (bretonisch: Sant-Visant-al-Lann) ist eine französische Gemeinde mit 1.527 Einwohnern (Stand: 1. Januar 2022) im Département Loire-Atlantique in der Region Pays de la Loire; sie gehört zum Arrondissement Châteaubriant-Ancenis und zum Kanton Guémené-Penfao. Die Einwohner werden Vincentais genannt.

## Geographie
Saint-Vincent-des-Landes liegt etwa 48 Kilometer nördlich von Nantes. Durch die Gemeinde fließt der Cône. Umgeben wird Saint-Vincent-des-Landes von den Nachbargemeinden Saint-Aubin-des-Châteaux im Norden, Louisfert im Osten, Issé im Südosten, Treffieux im Süden, Jans im Südwesten sowie Lusanger im Westen.
Der Ort war ein regionaler Bahnknoten an der Bahnstrecke Sablé–Montoir-de-Bretagne.

## Verkehr
Um 1905 führte eine schmalspurige Decauville-Feldbahn mit einer Spurweite von 600 mm von den Steinbrüchen (Carrieres de la Blinais) zum Brecher (Concasseur) am Bahnanschluss der Normalspur-Bahn.

## Bevölkerungsentwicklung
| Jahr                       | 1962 | 1968 | 1975 | 1982 | 1990 | 1999 | 2006 | 2017 |
| Einwohner                  | 1424 | 1421 | 1414 | 1394 | 1437 | 1323 | 1415 | 1528 |
| Quellen: Cassini und INSEE |      |      |      |      |      |      |      |      |

## Sehenswürdigkeiten
- Gotische Kirche Saint-Vincent
- Kapelle Sainte-Madeleine aus dem 17. Jahrhundert

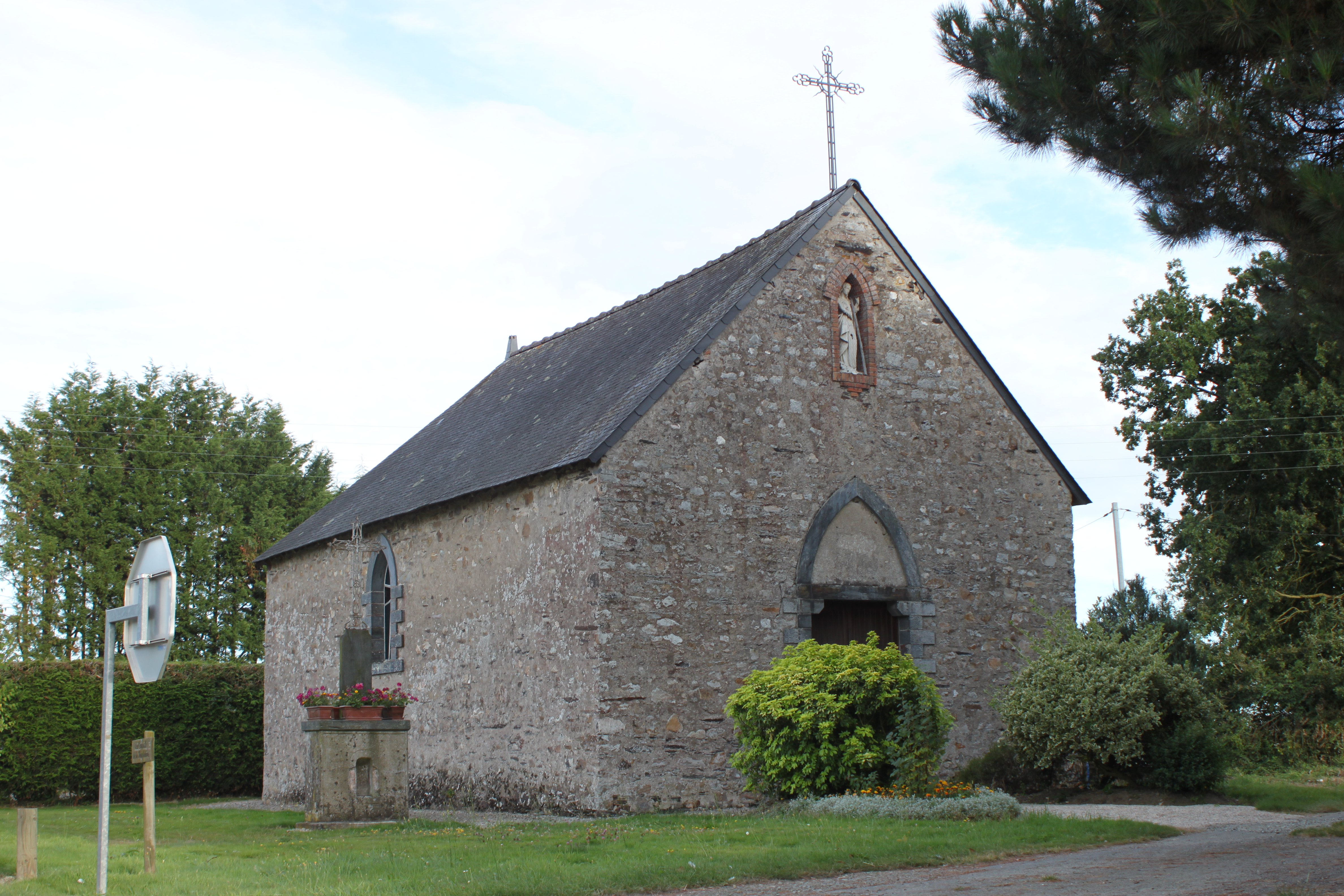
Kapelle Sainte-Madeleine

- Pfarrhaus aus dem 15. Jahrhundert